# Витрак (Канталь)
Витра́к (фр. и окс. Vitrac) — коммуна во Франции, находится в регионе Овернь. Департамент — Канталь. Входит в состав кантона Сен-Маме-ла-Сальвета. Округ коммуны — Орийак.
Код INSEE коммуны — 15264.
Коммуна расположена приблизительно в 450 км к югу от Парижа, в 125 км юго-западнее Клермон-Феррана, в 16 км к юго-западу от Орийака.

## Население
Население коммуны на 2008 год составляло 293 человека.
| 1962 | 1968 | 1975 | 1982 | 1990 | 1999 | 2008 |
| ---- | ---- | ---- | ---- | ---- | ---- | ---- |
| 395  | 409  | 404  | 347  | 294  | 277  | 293  |

## Экономика

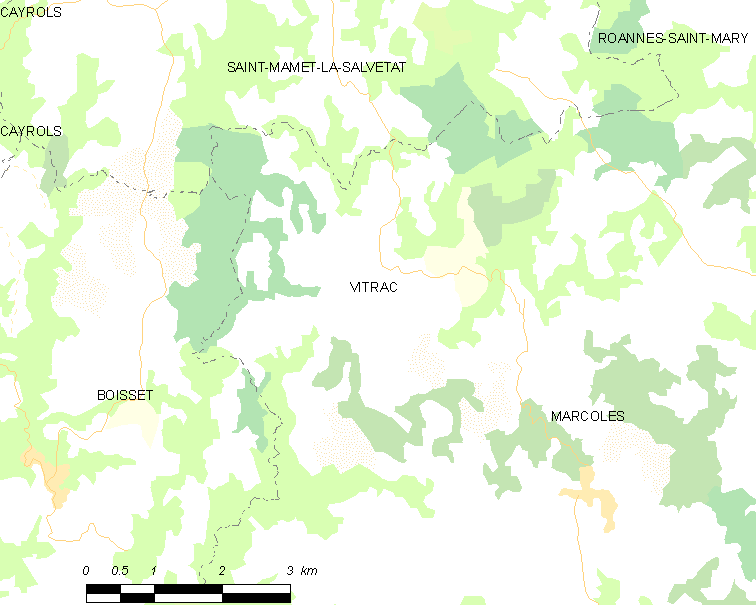
Карта коммуны

В 2007 году среди 169 человек в трудоспособном возрасте (15—64 лет) 124 были экономически активными, 45 — неактивными (показатель активности — 73,4 %, в 1999 году было 65,2 %). Из 124 активных работали 116 человек (68 мужчин и 48 женщин), безработными были 8 женщин. Среди 45 неактивных 18 человек были учениками или студентами, 11 — пенсионерами, 16 были неактивными по другим причинам.